# America's Sweetheart
America's Sweetheart es el álbum debut de la música estadounidense de rock alternativo Courtney Love, lanzado en todo el mundo el 10 de febrero de 2004 por Virgin Records. Su primer lanzamiento oficial después de la disolución de su anterior banda Hole, el sonido del álbum diferió considerablemente en el contenido lírico y musical de los tres álbumes de estudio anteriores de Hole: Pretty on the Inside (1991), Live Through This (1994) y Celebrity Skin (1998). El proceso de grabación del álbum comenzó en el verano de 2001 en Los Ángeles, California, sin embargo, se vio afectado drásticamente por una serie de problemas personales y legales de Love; incluyendo sus problemas con las drogas, la disolución de Hole, la controversia con respecto al próximo box set de Nirvana y problemas legales con varios sellos discográficos. En la primavera de 2003, Love viajó al sur de Francia para volver a grabar el álbum, sin embargo, según Love, «sólo quería estar en un château por seis meses y drogarme.» El álbum tuvo tres principales productores, uno de los cuales, James Barber, era el novio de Love en ese tiempo.
Tras la grabación, America's Sweetheart se retrasó aún más debido a la excesiva masterización, diseño y lista de canciones por Virgin. Tras su lanzamiento, recibió poca promoción, siendo la principal fuente de exposición de los medios de comunicación un video musical para el primer sencillo, «Mono», y los asuntos de drogas altamente publicitados de Love. Aunque fue bien recibido entre los críticos, America's Sweetheart fue un fracaso comercial, vendiendo poco más de 200.000 copias en los Estados Unidos y con Love más tarde citando el álbum como «un error». En años más recientes, tanto Love como la productora Linda Perry se han referido al álbum como «le disaster» y «arruinado porque [Love] estaba drogada»,  respectivamente. El álbum contó con la exbaterista de Hole, Patty Schemel, así como instrumentación invitada y coros de Emilie Autumn.

## Lista de canciones
| N.º | Título                                        | Escritor(es)                                             | Duración |  |
| 1.  | «Mono»                                        | Courtney Love, Linda Perry, Patty Schemel, Larry Schemel | 3:39     |  |
| 2.  | «But Julian, I'm a Little Bit Older Than You» | Love, P. Schemel, L. Schemel                             | 2:48     |  |
| 3.  | «Hold on to Me»                               | Love                                                     | 3:45     |  |
| 4.  | «Sunset Strip»                                | Love, Perry, P. Schemel, Jerry Best                      | 5:32     |  |
| 5.  | «All the Drugs»                               | Love, P. Schemel, Best, Chris Whitemyer                  | 4:31     |  |
| 6.  | «Almost Golden»                               | Love, James Barber                                       | 3:25     |  |
| 7.  | «I'll Do Anything»                            | Love, Perry, P. Schemel, Best                            | 3:01     |  |
| 8.  | «Uncool»                                      | Love, Perry, P. Schemel, Best, Bernie Taupin             | 4:37     |  |
| 9.  | «Life Despite God»                            | Love, Perry, P. Schemel, Best                            | 4:16     |  |
| 10. | «Hello»                                       | Love, Perry, P. Schemel, Best                            | 3:10     |  |
| 11. | «Zeplin Song»                                 | Love, Perry, Samantha Maloney                            | 2:48     |  |
| 12. | «Never Gonna Be the Same»                     | Love, Perry, P. Schemel, Best                            | 5:07     |  |

| Bonus track japonés |        |                               |          |  |
| N.º                 | Título | Escritor(es)                  | Duración |  |
| 13.                 | «Fly»  | Love, Perry, P. Schemel, Best | 2:43     |  |

## Personal
Músicos
- Courtney Love - Voz, guitarra
- Scott McCloud - guitarra
- Lisa Leveridge - guitarra adicional
- Jerry Best - bajo
- Patty Schemel - batería
- Samantha Maloney - batería adicional
- Emilie Autumn - violín
- Chris Whitemyer - instrumentos adicionales
- Joe Gore - instrumentos adicionales

Personal técnico
- Josh Abraham - productor
- James Barber - productor
- Matt Serletic - productor
- Courtney Love - producción adicional
- Jamie Candiloro - ingeniero
- Greg Collins - ingeniero
- Ryan Williams - ingeniero
- Joe Zook - ingeniero, mezcla
- Chris Lord-Alge - mezcla
- David Thoener - mezcla
- Andy Wallace - mezcla

Art y diseño
- Olivia De Berardinis - diseño de portada
  - David LaChapelle - fotografía
  - Courtney Love - dibujos

## Posicionamiento en listas
| Estados Unidos | Billboard 200                  | 53 |
| Australia      | ARIA Albums Chart              | 40 |
| Austria        | Austrian Albums Chart          | 62 |
| Francia        | French Albums Chart            | 85 |
| Nueva Zelanda  | New Zealand RIANZ Albums Chart | 29 |
| Suecia         | Swedish Albums Chart           | 13 |
| Reino Unido    | UK Albums Chart                | 56 |